# Pheia albisigna
Pheia albisigna är en fjärilsart som beskrevs av Walker 1854. Pheia albisigna ingår i släktet Pheia och familjen björnspinnare. Inga underarter finns listade i Catalogue of Life.